# Marbre vert d'Estours

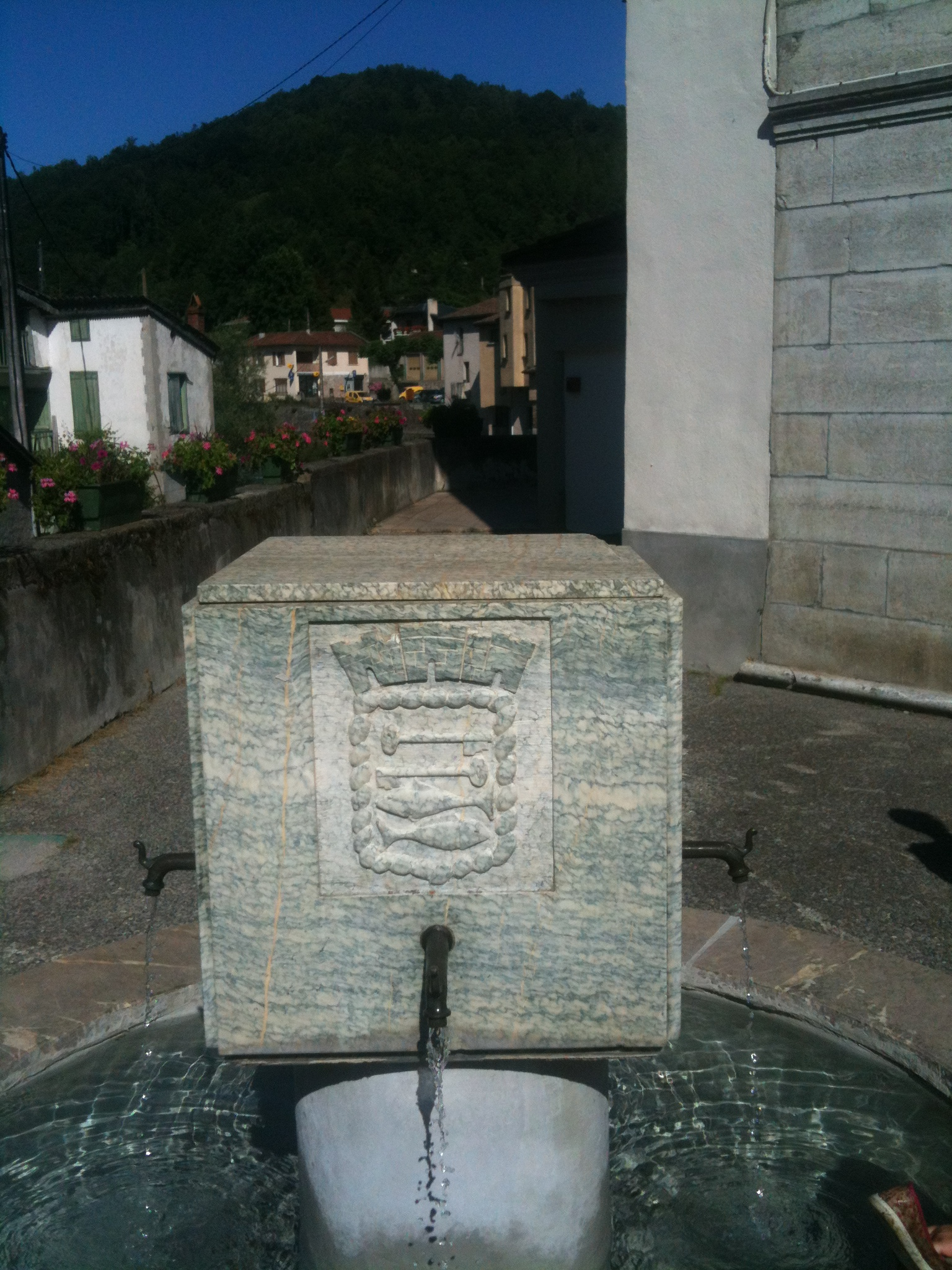
fontaine en marbre vert d'Estours

Le marbre vert d'Estours ou vert d'Estours est un marbre pyrénéen exploité dans le département de l'Ariège et le pays du Couserans et localisé dans une vallée de la zone montagneuse du Haut-Salat près du village de Seix.
Ce marbre est caractérisé par un fond de couleur ivoire. C'est un calcaire cristallin à aspect bréchique souligné par un ciment vert chloriteux, veiné, parsemé d'un ensemble de lignes vertes, Il est souvent confondu avec le campan vert globalement plus foncé et recoupé de grosses flammes de calcite blanche.
Le nom donné à ce marbre provient de la rivière qui borde la carrière, mais aussi de la vallée d'où le marbre est extrait le long des parois. Aujourd'hui le Vert d'Estours est un des marbres encore exploité en Ariège, avec notamment le Grand Antique à Aubert, sur la commune de Moulis.
Des exemples de tous ces marbres sont visibles au musée du marbre à Bagnères-de-Bigorre. 

## Géologie
Le marbre vert d'Estours se situe sur la faille nord-pyrénéenne, dans une zone interne à la haute chaîne pyrénéenne et au domaine nord-pyrénéen. Cette zone, fortement plissée, subit un métamorphisme important et un enchevêtrement de couches géologiques particulièrement complexe forme sur un espace de quelques kilomètres à peine une diversité géologique très importante (argiles, calcaires, marbres, schistes, granites et roches volcaniques).
Le marbre vert d'Estours fait partie des marbres dits de brèches, c'est un ophicalcite un calcaire cristallin composé de calcite et de serpentine qui donne la couleur verte aux veines de ce marbre.

## Histoire
L'extraction du marbre d'Estours serait attestée dès l’époque romaine. On retrouve des reliques de ces marbres dans de nombreux vestiges antiques de la région de la villa Chiragan à Saint Bertrand de Comminges.
L'écrivain et journaliste Louis-Henry Destel a longtemps soutenu qu'au Moyen Âge l'ordre de Saint-Jean de Jérusalem ait pris part à l'exploitation du marbre d'Estours.
En 1191, la fondation à Salau d'une commanderie appartenant à l'Ordre, leur permit d'acquérir dans tout le Couserans, de nombreux biens et domaines, dont un moulin à Saint-Girons récupéré aux templiers qui aurait pu servir au sciage du marbre. Les possessions des hospitaliers furent si importantes dans les vallées où étaient situés les gisements, que l'on peut légitimement penser qu'ils se sont intéressés très tôt à l'extraction marbrière. De plus, jusqu'au XVe siècle, l’exploitation et l’emploi des marbres constituaient un privilège des princes de l'église. Ce marbre permettra d'ailleurs d'orner de prestigieux édifices religieux comme l'église de Salau, le cloître de la cathédrale Saint-Lizier de Saint-Lizier, ou le cloître du couvent des Augustins à Toulouse...
Vers 1545, le vert d'Estours est mentionné comme exploité par une activité familiale par sentence arbitrale et donc par privilège royal. Son extraction est délimitée dans différentes carrières autour de Seix, du Pont de la taule et de Couflens. Néanmoins, le vert d'Estours n'était pas le seul type de marbre exploité dans les environs, puisqu'on y trouvait aussi du marbre bleu turquin (marbre gris bleu aux stries blanches et noires), du marbre blanc mentionné dès le XVIIIe siècle dans la vallée d'Esbintz, du marbre gris, marbre cervelas violet blanc, des marbres griottes... Ils étaient regroupés sous la dénomination de marbres de la taule. La multiplicité des gisements, l'hétérogénéité des marbres et l'exploitation successive de ces carrières durant plusieurs siècles dans un espace si restreint ne permettra pas de localiser formellement l'ensemble des carrières antiques et la destination exacte de ces marbres dans l'Empire romain.
Néanmoins, des études archéométriques, sur des échantillons de marbres griottes ou Campan et provenant de sites gallo-romains de France et d'Italie, tentent de mettre en évidence que nombre de ces marbres que l'on pensait provenir principalement des carrières de Campan, étaient identifiés comme venant des carrières du pont de la Taule, d'Estours et de Couflens, et étaient donc beaucoup plus importantes que ce que l'on pensait. De plus, concernant les griottes, la quantité d'échantillons prélevés et son importance dans les vestiges gallo-romains "témoigne de la diffusion significative de cette pierre ornementale dont l'utilisation qui dépasse le bassin d'aquitaine et intéresse aussi bien la plupart des régions françaises que plusieurs villes d'Espagne, d'Italie, d'Angleterre et de Belgique et bien loin d'être locale, ceci en fait, pour valeur et pour renommée, la pierre française la plus importante et la plus diffusée durant l'Empire romain". Le débat n'est pourtant pas clos et les recherches nécessaires, car l'absence de vestiges archéologiques significatifs près des carrières, ainsi qu'une remise en cause par certains chercheurs des méthodes d'échantillonnages et d'identifications, rendent hypothétique en l'état l'importance de cette exploitation à l'époque romaine.

## La carrière à l’époque contemporaine
La carrière dite d'Estours se trouve dans une vallée de haute montagne, très encaissée et caractéristique du relief en Haut-Salat. Elle s’élève à une altitude de 685 mètres, au lieu-dit Moulin-Lauga. Elle fut ouverte au milieu XIXe siècle. Le découpage des blocs de marbre se faisait à Seix au moyen d’une scie hydraulique. Le châssis, composé de lames parallèles horizontales, dont le va-et-vient entraînait de l’eau mêlée à un abrasif, permettait d’entailler et de découper en tranches le bloc de marbre situé au-dessous. Des vestiges de cette scierie sont toujours visibles à la maison du haut-Salat. Le marbre était utilisé pour le patrimoine mobilier encadrement de cheminée, tablettes... Il s’exportait alors aux États-Unis, en Europe et principalement au Japon. La marbrière fut abandonnée en 1977 par manque de rentabilité et par la difficulté de transport des matériaux.
La carrière fut ensuite rouverte en 2008 sous la direction d'une famille italienne. La reprise de l'exploitation fut polémique et diverses associations écologistes ont manifesté leurs désapprobations. La carrière est située en pleine zone protégée : en zone ND (zone naturelle à protéger) dans le Plan d'occupation des sols, en Zone naturelle d'intérêt écologique, faunistique et floristique no 1206, à proximité de zone Natura 2000, en ZPS (zone de protection sociale) ainsi qu'intégrée au parc naturel régional des Pyrénées ariégeoises, il est aussi situé dans une zone connaissant la présence régulière de l'ours.
Après six ans d’études d'impact, la marbrière a reçu l'autorisation d’exploitation. Les contraintes écologiques ne permettent pas aux exploitants l'usage d'explosif. Un projet hypothétique serait de créer des galeries pour l'extraction du marbre afin d’éviter l'impact visuel sur le lieu. En 2013, Le vert d'Estours se négocie environ 300 euros la tonne.